# Státní poznávací značky v Československu

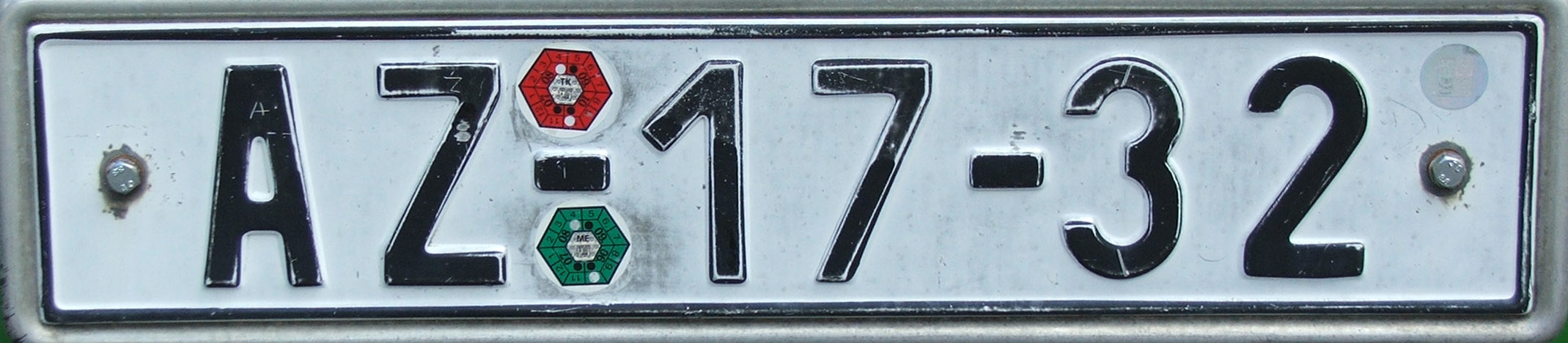
Československá SPZ – 70. léta

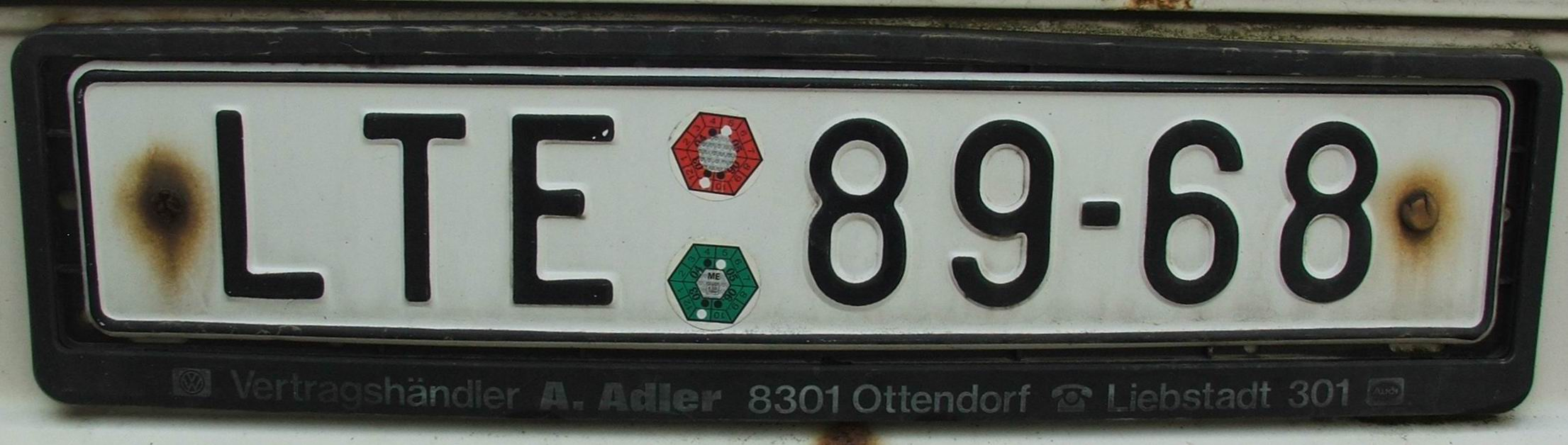
Česká SPZ – 90. léta

Státní poznávací (rozeznávací, evidenční, policejní, rejstříkové, registrační) značky motorových vozidel, později i některých přípojných vozidel v Československu do roku 1932 vycházely z rakousko-uherského systému, roku 1932 byl zaveden nový, obdobný systém, v barevně inverzním provedení, v němž místo nejvýše třímístných čísel mohla být až pětimístná. Další systém, německý, platil v Protektorátu Čechy a Morava. Roku 1945 byly zavedeny značky s kódem země i okresu, roku 1953 značky kódující primárně kategorii vozidla, které byly v letech 1960–1964 opět nahrazeny značkami kódujícími okres. V Česku byly, jen s malými obměnami, vydávány až do roku 2001, než začaly být vydávány značky nového českého systému kódující kraj; dožívající značky předchozího systému jsou však stále platné.

## Před vznikem Československa
Do roku 1905 stanovila v Rakousko-Uhersku pravidla pro označování vozidel každá země samostatně, některá hlavní města (Vídeň a Praha) měla předpisy odlišné od zbytku zemí. V Čechách platila od roku 1884 povinnost označovat firemní vozy jménem majitele. Roku 1900 byla v Čechách zavedena povinnost označovat vozidla tabulkou, na níž muselo být jméno výrobce, úřední číslo typu a pořadové výrobní číslo.
Od roku 1906 byl sjednocen systém značek v celém Předlitavsku. První písmeno označovalo region (většinou zemi nebo hlavní město), za písmenem mohlo být římské číslo, následovalo arabskými číslicemi pořadové číslo v rozmezí 1 až 999. Cizinci z jiných zemí obdrželi na hranicích dočasnou rakouskou značku, která obsahovala za pořadovým číslem navíc červené písmeno označující okruh zemí původu (U z Uher, G z Bosny a Hercegoviny, Z ze zahraničí). Přední značky byly jednořádkové, zadní dvouřádkové, černým písmem na bílém podkladě. Nemusela být použita originální tabulka, značka mohla být i namalovaná na vozidle. Praha měla písmeno N, zbytek Čech písmeno O, Morava písmeno P a rakouské Slezsko písmeno R. Značky pro motocykly byly přidělovány shodným způsobem, ale v duplicitních číselných řadách, tj. stejnou značku jako automobil mohl mít současně i motocykl. Značky po zaniklých (odhlášených) vozidlech byly znovu přidělovány jiným vozidlům. Pro zkušební jízdy bylo výrobcům přiděleno několik značek, které nebyly vázány na konkrétní vozidlo. Písmena se přidělovala podle místa pravidelné deponace vozidla (po vzniku Československa bylo rozhodující sídlo majitele - firmy). Registračními úřady byly magistráty a policejní ředitelství, jimž (s výjimkou Prahy, která měla vlastní písmeno) číselné řady podle potřeb přidělovaly nadřízené zemské orgány.
Na Slovensku platil uherský systém, který byl podobný: oblast spadající pod Bratislavu měla písmeno P (maďarsky Pozsony) a oblast spadající pod Košice písmeno K (maďarsky Kassa). Písmeno oblasti (a případně římské číslo, na jejich použití však nedošlo) bylo červené, pořadové číslo černé.
Označování vojenských vozidel nebylo sjednoceno.

## 1918–1932
Československo pokračovalo v českých zemích v rakouském systému značek. Vozidla však již nebyla registrována podle místa deponace, ale podle místa sídla majitele, což mělo za následek, že vozidla celostátních firem (ČSD, Československá pošta) a armády měla v celém státě pražské značky. Vojenská vozidla měla značky vyhrazených sérií v negativním provedení. Pro některé typy provozovatelů (státní orgány, taxíky, dopravní akciové společnosti) byly v Praze vyčleněny určité číselné řady. Od roku 1928 se v československém Slezsku přidělovaly značky z moravské řady (P). Ke konci systému se vyskytovala na značkách již neúnosně velká římská čísla, například OLXXXVII-789.
Celé Slovensko bylo přiřazeno registračnímu úřadu v Bratislavě. V návaznosti na uherský systém byly přidělovány značky s červeným písmenem P, tj. některé slovenské značky se od shodných moravských lišily jen barvou písmene. Pro Podkarpatskou Rus byl stanoven jako registrační místo Užhorod a značky začínaly písmeny PR. Na Podkarpatské Rusi se značky přidělovaly centrálně až do roku 1935.

## 1932–1939

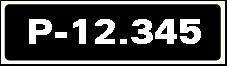
Pražská značka z období 1932 – 1939

Vládní nařízení č. 107/1932 zavedlo v celém Československu nový systém evidenčních značek. Značka začínala jedním písmenem a za pomlčkou (spojovníkem) následovalo až pětimístné číslo. U motocyklů bylo písmeno až za číslem; pro motocykly byly zavedeny i přední značky, umístěné na blatníku a čitelné ze stran. Mezi tisícovkovou a stovkovou číslicí byla tečka. Tabulky byly černé s bílým písmem a orámováním; zkušební a převozové značky měly negativní provedení (černé na bílém). I u dvouřádkových značek bylo celé číslo vždy na tomtéž řádku. Stejně jako v předchozím systému se počítalo s tím, že po vyčerpání číselné řady budou za písmeno za pomlčku přidávána římská čísla, v Čechách skutečně došlo k použití římské číslice I.
Praha měla písmeno P, ČSD a Československá pošta písmeno D, jinak písmena odpovídala zemi: Č česká, M moravskoslezská, S slovenská, R podkarpatoruská. Vojenské značky byly bez písmene a měly společnou číselnou řadu pro automobily i motocykly.
Zahraničním vozidlům se přidávalo další písmeno před písmeno země: H v případě prozatímních značek přidělovaných na hranicích, Z v případě dočasných značek a T v případě trvalých značek přidělených cizozemcům.

## 1938–1945
Na Slovensku zůstal v platnosti československý systém až do roku 1945, s výjimkou území zabraných Maďarskem.
V českomoravském protektorátu byla platnost československých značek omezena do 30. června 1940. V Sudetech byly ihned v roce 1938 zavedeny německé značky, v Protektorátu v roce 1940. Říšské značky byly bílé tabulky s černým písmem, začínaly písmenným kódem (jedno až dvě písmena), za pomlčkou následovalo jedno- až šestimístné číslo.
V protektorátních českých zemích se používaly kódy PA pro Čechy, PB pro Moravu, PC pro státní dráhy a poštu, PD pro Prahu, PS pro bezpečnostní orgány a PV pro protektorátní vojsko. Severozápadní Sudety měly písmeno S, jižní oblasti připojené k Říši měly kódy příslušných oblastí (oblasti spadající pod Bavorsko IIC Niederbayern, IIE Oberpfalz, oblasti spadající do bývalého Rakouska Od Oberdonau, Nd Niederdonau).
Říšské orgány měly speciální kódy: WH, WL a WM pro pozemní, letecké a námořní vojsko Wehrmachtu, Pol pro říšskou policii, dvojici blesků pro Waffen SS, RP pro říšskou poštu.

## 1945–1953

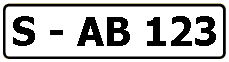
Vzor mimopražské značky z poválečného období

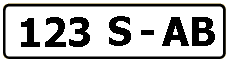
Vzor motocyklové značky

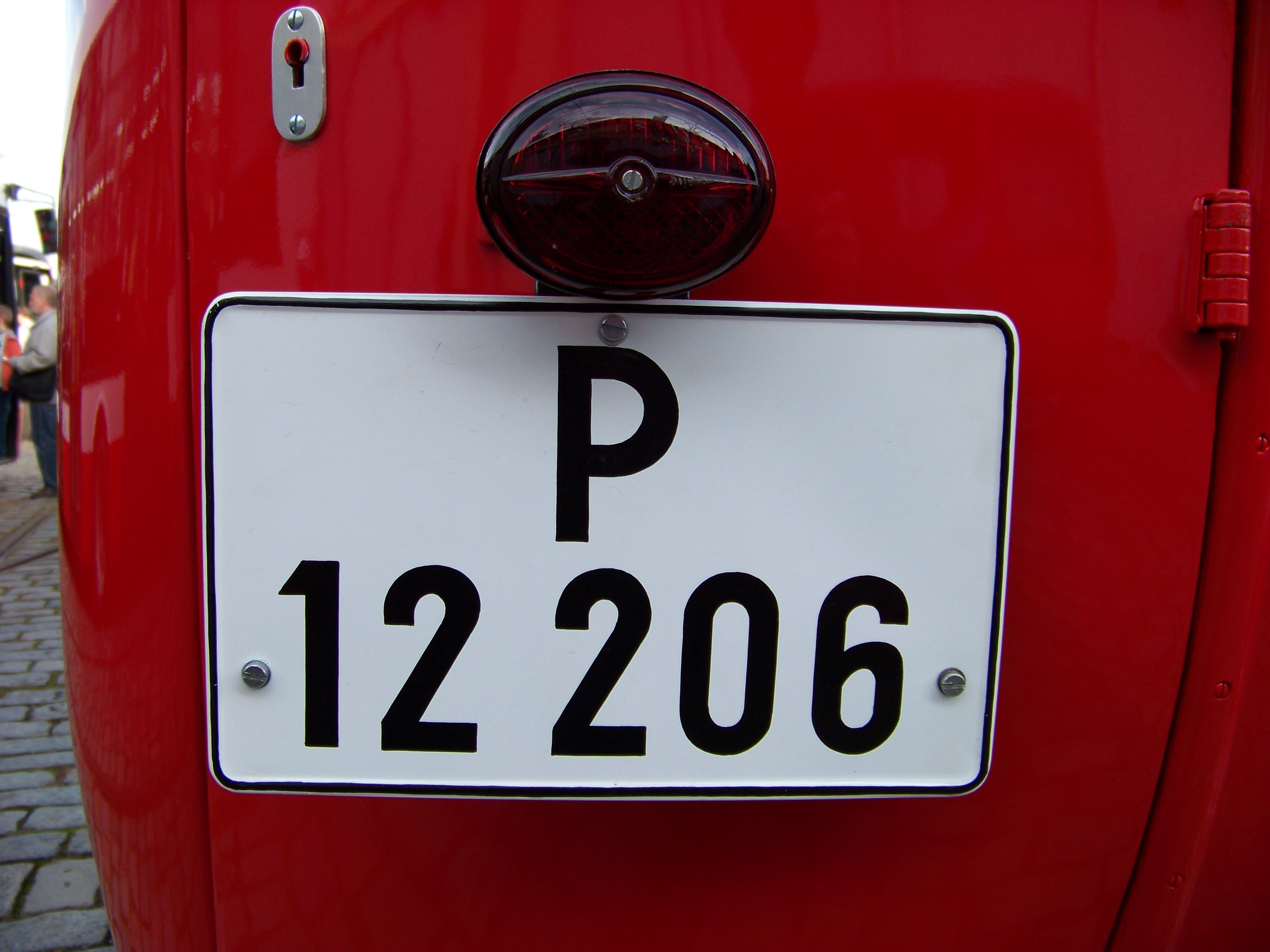
Replika dobové zadní poznávací značky na muzeálním pražském autobuse typu Škoda 706 RO

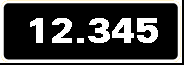
Vojenská poznávací značka

Po obnovení Československa zůstalo grafické provedení obdobné protektorátním značkám (černé písmo na bílém podkladě). Bylo zavedeno značení podle zemí a okresů: první písmeno označovalo zemi (Č, M nebo S), za pomlčkou následoval dvojpísmenný kód okresu a pak bez pomlčky jednomístné až pětimístné číslo. U motocyklů byl opět celý písmenný kód až za číslem. Při reformě okresů v roce 1949 zůstal systém stejný, jen přibyly nové kódy okresů. Mimo tento systém byly značky s jednopísmenným kódem a jedno- až pětimístným číslem: A pro vozidla ČSD, od roku 1949 ČSAD, B pro vozidla bezpečnostních orgánů, C pro vozidla pošty a P pro vozidla registrovaná v hlavním městě Praze, od roku 1952 přibylo písmeno D pro vozidla civilní ochrany MV.
Tzv. obchodní značky pro zkoušení a převoz vozidel byly tvořeny podobně, ale pořadové číslo začínalo nulou a písmo bylo červené na bílém podkladě.
Vojenská vozidla měla na značkách pouze číslo, až šestimístné, a značky byly negativního provedení (bílé písmo na černé tabulce).
12. března 1953 přešla evidence vozidel z ministerstva dopravy na ministerstvo vnitra.

## 1953–1964
V roce 1953 byly zavedeny nové poznávací značky, které vůbec neobsahovaly kód kraje ani okresu, ale písmenná série závisela na typu vozidla. Značky začaly být v roce 1953 vyráběny (lisovány) centrálně, pouze přední značky motocyklů maloval majitel na blatník.
5 základních skupin byly motocykly, osobní automobily, nákladní automobily, traktory a přívěsy). Poprvé byly zavedeny značky i pro přívěsy, zpočátku jen pro velké nákladní.
Série značek:
- motocykly (černé na bílém) KA až MZ, FL, SA až SF, později další série začínající písmeny S a D
- osobní automobily (černé na bílém) OA až PO, IO, později další série začínající písmeny P a R
- nákladní automobily (černé na žlutém) NA až NZ, IN a DN, později série začínající písmenem B
- traktory (černé na žlutém) TA až TU, později série začínající písmenem J
- přívěsy (černé na žlutém) VA až VU, později další série začínající písmeny V a H

Jednotlivé série byly podle tajného systému přidělovány krajským správám VB, ty pak přidělovaly části číselných řad okresním správám VB.
Pro cizince přidělovala značky s červeným písmem na žlutém podkladě Hlavní správa VB. Písmenné kódy byly DZ pro diplomatické zástupce, ZD pro zaměstnance zastupitelstev a CZ pro ostatní cizince.
Pro zkušební jízdy byly vydávány speciální značky s červeným písmem na bílém podkladě, které v horní části měly nápis ZKOUŠKA. Kolem roku 1959 byly tyto značky zrušeny a nahrazeny „zvláštními SPZ“, které sloužily i jako převozové. V horním řádku obsahovaly písmeno odpovídající kraji.
Vozidla SNB používala stále značky podle předchozího systému, tvořené písmenem B a číslem.

## Od roku 1960
Se správní reformou v roce 1960 začaly být přidělovány písmenné série značek okresům, grafická podoba značek se však nezměnila. Souběh obou typů značek trval asi 5 let. Vzhledově se ale nové značky shodovaly se starším systémem. Některá vozidla si však mohla ponechat SPZ z předchozího systému kódování (např. u nákladních automobilů z okresu Nymburk se starý i nový prefix shodovaly – NB, stejně tak např. motocykly z okresů Karviná, Kladno, Mělník (KA, KL, ME) nebo osobní automobily z Opavy, Ostravy, Prahy-východ a západ, Plzně-města a jih (OP, OS, PH, PZ, PM, PJ)). Je tedy možné, že některé registrace jsou teoreticky platné až do současnosti. U některých okresů byl převod naopak zdlouhavý, neboť se čekalo na uvolnění bloků značek (např. zmíněná Ostrava, která čekala na přeregistrování osobních vozidel do jiných okresů).
Opět začaly být značky stejného znění (se stejnými písmeny a čísly) vydávány duplicitně pro různé kategorie vozidel.
V průběhu roku 1960 byly vyměněny značky cizinců, nové značky odpovídaly příslušným okresům, červenožluté barevné provedení však zůstalo zachováno. Pro diplomaty byla zavedena série DD a pro zaměstnance zastupitelstev XX, pro pracovníky zahraničních misí a organizací bez diplomatické imunity XO. Od roku 1978 byly cizinecké značky žluté na modrém podkladě. U nediplomatických cizinců bylo třetím písmenem rozlišeno, zda jsou ze socialistických zemí (písmeno A) nebo ostatních, resp. kapitalistických (písmeno B).
Zvláštní SPZ (zkušební a převozové) s kódem kraje se zásadně nezměnily, krom toho byly zavedeny dovozové značky série ZO. Žlutočervené značky série ZO byly zrušeny v roce 1984, místo zvláštních SPZ vydávány trvalé manipulační SPZ se zeleným písmem a kódem kraje. Zavedeny byly zkušební SPZ začínající v celé federaci písmenem F, rovněž zeleným písmem. Pro převoz byly roku 1984 zavedeny převozové papírové značky. Pro půjčovny byly zavedeny značky s červeným písmem. Kolem roku 1985 přestala být používána pomlčka za písmenem a byl mírně upraven (zúžen) font na značce – tzv. vzor 86.
Od roku 1967 začaly být používány značky se třetím písmenem. V polovině 70. let byla zavedena zvláštní série AA pro stranické a vládní představitele požívající zvláštních výsad. Roku 1978 byly nově zavedeny značky pro přívěsy za osobní automobily – do té doby se označovaly značkou tažného vozidla. Značky přívěsů měly písmennou skupinu uprostřed mezi oběma skupinami čísel.
Od roku 1990 v souvislosti s přejmenováním Gottwaldova zpět na Zlín byla provedena výměna značek GT (osobní vozidla) a GV (nákladní vozidla) na ZL a dále byla používána tato řada ZL. Krajská značka od roku 2001 je Z.
V roce 1993 Česká republika pokračovala v československém systému značek, od roku 1994 se začaly vyrábět reflexní značky, opět s lehce pozměněným fontem, tentokrát byl řez písma rozšířen (vzor 94). Od 1. července 2001 přešla registrace vozidel z ministerstva vnitra na ministerstvo dopravy a výdej značek z policie na okresní úřady a byly zavedeny značky podle nového systému.

### Popis
Na běžných státních poznávacích značkách byla skupina dvou nebo tří písmen a za ní dvě dvojice číslic, skupiny byly oddělené pomlčkami. Později namísto pomlčky za skupinou písmen byl vyhrazen prostor pro nálepky o technických kontrolách a měření emisí.
Skupina písmen označovala okres, kde bylo vozidlo registrováno. Každý okres měl přidělen jeden nebo více dvoupísmenných kódů, Praha kombinace začínající písmenem A. Číslice vyjadřovaly pořadové číslo registrace v rámci tohoto kódu. Různé kategorie vozidel měly zpravidla vyhrazeny různé skupiny písmen nebo různé části číselné řady
Značky vojenských vozidel byly tvořeny pouze číslicemi, značky policejních vozidel (Veřejná bezpečnost) byly tvořeny písmenem B a skupinou čísel.
Některá vozidla státních orgánů měla na počátku písmena AA.
Oranžovou (žlutou) barvou podkladu byla odlišena užitková vozidla (nákladní vozidla, pojízdné pracovní stroje a autobusy) od osobních automobilů.
Barevně byla odlišena vozidla z půjčoven (červená písmena).
Malé přívěsy měly skupinu písmen uprostřed mezi dvěma skupinami číslic.
Velké přívěsy měly žlutou barvu podkladu.
Motocykly měly malou značku se zkosenými rohy.
Malé motocykly měly malou značku se zkosenými rohy, kterou si majitel musel sám namalovat, a zcela jiné označení okresů.
Vozidla určená na export měly značku ve tvaru ČČ-ČČ XX (Č - číslo; XX - označení okresu)

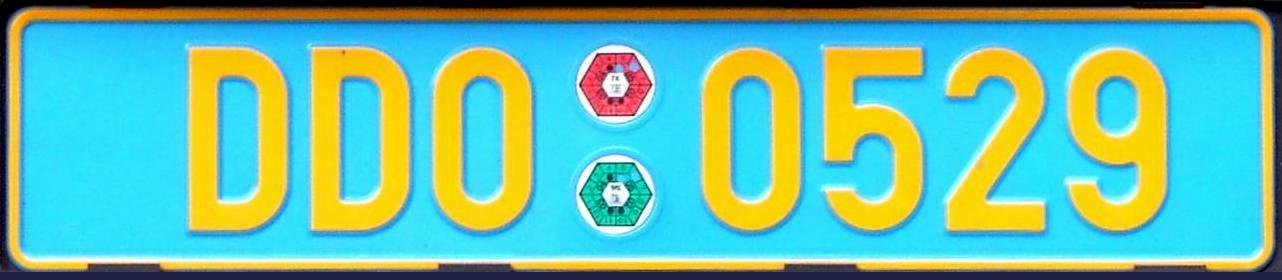
Česká SPZ pro cizince, zde diplomatická.

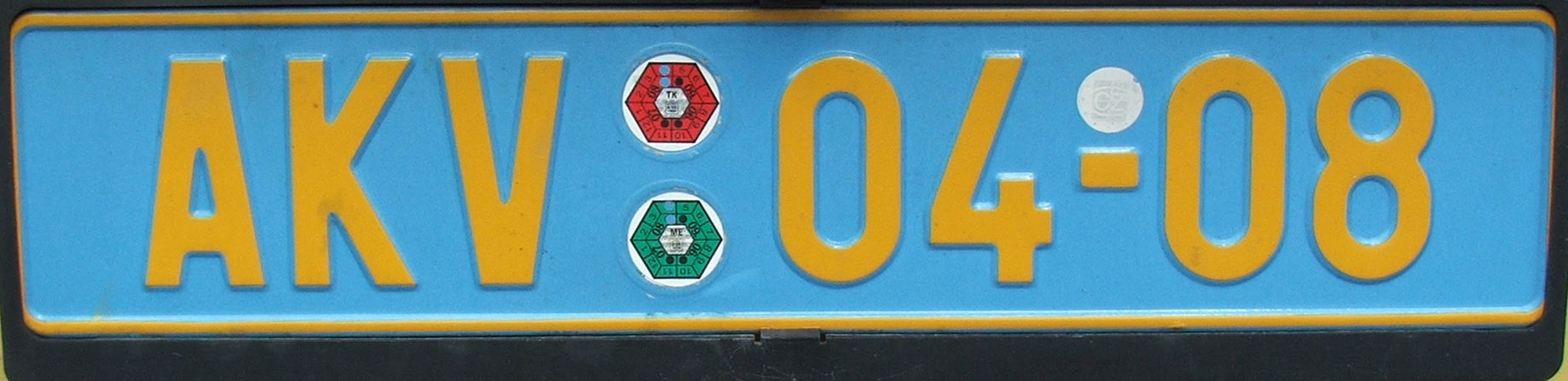
Česká SPZ pro cizince.

Speciální značky pro cizí státní příslušníky, které měly shodný vzhled jako značky diplomatické (žluté písmo a modrý podklad).
Brzy se ukázalo, že pro osobní automobily je kapacita navrženého systému nedostatečná, proto se po vyčerpání číselné řady přidávalo k dvoupísmennému kódu další písmeno.
Cenzura vstoupila i do užívání těchto kódů. Například v roce 1967 došlo v Praze k vyčerpání série AM. Místo série AN ale po sérii AM následovala série ABA, neboť AN byly iniciály tehdejšího prezidenta Antonína Novotného. Série AN byla použita až v sedmdesátých letech. Některé „nevhodné“ kombinace se vypouštěly rovněž u Strakonic (kombinace ST a písmene B), Bratislavy (kombinace BL + B), či Přerova (kombinace PR + C a PR + D). Oproti tomu kombinace Jeseníku JE + B byla udělována (okres Jeseník ovšem vznikl až v roce 1996).

### Přehled SPZ okresů
| Okres              | Označení okresu | Označení malého motocyklu | Okres               | Označení okresu | Označení malého motocyklu |
| ------------------ | --------------- | ------------------------- | ------------------- | --------------- | ------------------------- |
| Banská Bystrica    | BB, BC          | BB                        | Nový Jičín          | NJ              | NJ, NJA                   |
| Bardejov           | BJ              |                           | Nymburk             | NB              | NY                        |
| Benešov            | BN              | BN                        | Olomouc             | OC, OL, OM      | OL, OLA                   |
| Beroun             | BE              | BE                        | Opava               | OP              | OP, OPA                   |
| Blansko            | BK              | BK                        | Ostrava-město       | OS, OT, OV      | OS                        |
| Bratislava         | BA, BL, BT      | BA                        | Pardubice           | PA, PU          | PA                        |
| Bratislava-vidiek  | BH, BY          | BAO                       | Pelhřimov           | PE              | PE                        |
| Brno-město         | BM, BS, BZ      | B                         | Písek               | PI              | PI                        |
| Brno-venkov        | BI, BO          | BO                        | Plzeň-město         | PM, PN          | PL                        |
| Bruntál            | BR              | BR                        | Plzeň-jih           | PJ              | BH                        |
| Břeclav            | BV              | BV, BF                    | Plzeň-sever         | PS              | PX                        |
| Čadca              | CA              | CA                        | Poprad              | PP              | PP                        |
| Česká Lípa         | CL              | CL                        | Považská Bystrica   | PX              | PBA                       |
| České Budějovice   | CB, CE          | ČB                        | Praha               | AB-AZ           | P                         |
| Český Krumlov      | CK              | ČK                        | Praha-východ        | PH, PY          | PV                        |
| Děčín              | DC              | DC                        | Praha-západ         | PC, PZ          | PZ                        |
| Dolný Kubín        | DK              | DK                        | Prachatice          | PT              | PH                        |
| Domažlice          | DO              | DO                        | Prešov              | PO              |                           |
| Dunajská Streda    | DS              |                           | Prievidza           | PD              | PRZ                       |
| Frýdek-Místek      | FI, FM          | FM, MS                    | Prostějov           | PV              | PF                        |
| Galanta            | GA              | GA                        | Přerov              | PR              | PŘV                       |
| Gottwaldov / Zlín  | GT, GV / ZL     | GV / ZL                   | Příbram             | PB              | PB                        |
| Havlíčkův Brod     | HB              | HB                        | Rakovník            | RA              | RA                        |
| Hodonín            | HO              | HD                        | Rimavská Sobota     | RS              |                           |
| Hradec Králové     | HK, HR          | HK                        | Rokycany            | RO              | RO                        |
| Humenné            | HN              | HN                        | Rožňava             | RV              | RŽ                        |
| Cheb               | CH              | CH                        | Rychnov nad Kněžnou | RK              | RK                        |
| Chomutov           | CV              | CU                        | Semily              | SM              | SM                        |
| Chrudim            | CR              | CR                        | Senica              | SE              | SN                        |
| Jablonec nad Nisou | JN              | JN                        | Sokolov             | SO              | SO                        |
| Jeseník            | JE              |                           | Spišská Nová Ves    | SN              | SNV                       |
| Jičín              | JC              | JC                        | Stará Ľubovňa       | SL              |                           |
| Jihlava            | JI              | JI                        | Strakonice          | ST              | ST                        |
| Jindřichův Hradec  | JH              | JH                        | Svidník             | SK              |                           |
| Karlovy Vary       | KR, KV          | KV                        | Svitavy             | SY              | SV                        |
| Karviná            | KA, KI          | KA, KI                    | Šumperk             | SU              | ŠUK                       |
| Kladno             | KD, KL          | KD                        | Tábor               | TA              | TA                        |
| Klatovy            | KT              | KT                        | Tachov              | TC              | TH                        |
| Kolín              | KO              | KN                        | Teplice             | TP              | TL                        |
| Komárno            | KN              | KM                        | Topoľčany           | TO              | TY                        |
| Košice-mesto       | KE              | KE                        | Trebišov            | TV              | TX                        |
| Košice-vidiek      | KS              |                           | Trenčín             | TN              | TN                        |
| Kroměříž           | KM              | KŽ                        | Trnava              | TT              | TR                        |
| Kutná Hora         | KH              | KH                        | Trutnov             | TU              | TU                        |
| Levice             | LV              | LV                        | Třebíč              | TR              | TČ                        |
| Liberec            | LB, LI          | LI                        | Uherské Hradiště    | UH              | UH                        |
| Liptovský Mikuláš  | LM              | LM                        | Ústí nad Labem      | UL, US          | UL                        |
| Litoměřice         | LT              | LT                        | Ústí nad Orlicí     | UO              | UO                        |
| Louny              | LN              | LN                        | Veľký Krtíš         | VK              | VK                        |
| Lučenec            | LC              | LU                        | Vranov nad Topľou   | VT              | VV                        |
| Martin             | MT              | MA                        | Vsetín              | VS              | VS                        |
| Mělník             | ME              | MĚ                        | Vyškov              | VY              | VY                        |
| Michalovce         | MI              |                           | Znojmo              | ZN              | ZN                        |
| Mladá Boleslav     | MB              | MB                        | Zvolen              | ZV              | ZV, ZO                    |
| Most               | MO              | MO                        | Žďár nad Sázavou    | ZR              | ŽR                        |
| Náchod             | NA              | NA                        | Žiar nad Hronom     | ZH              |                           |
| Nitra              | NI, NR          | NI                        | Žilina              | ZA, ZI          | ŽA                        |
| Nové Zámky         | NZ              | NZA                       |                     |                 |                           |